# Spikfuchsia
Spikfuchsia (Fuchsia fulgens) är en art i familjen dunörtsväxter från Mexiko. Den växer epifytiskt på träd, vanligen ekar, eller bland klippor eller i gläntor, 1 600–2 200 meter över havet.
Spikfuchsia är en städsegrön buske med rotknölar och mjuk ved. Stammarna kan bli 120 cm, men blir vanligen cirka 40 cm hög. Bladen är vanligen äggrunda med hjärtlik bas, 5–17 cm långa, blågröna och fint håriga. Blommorna sitter i toppställda, 6–10 cm långa klasar, med bladlika stödblad endast på den nedre delen. Blompipen blir 5-8,5 cm lång och är blekt röda till orange. Foderbladen gula eller röda med gröna spetsar. Kronbladen är röda. Frukten är ett vårigt, purpurrött bär. Arten blommar under sensomamren.

## Sorter
- 'Gesneriana' - har blad med röda nerver och purpur undersidor. Blommorna blir cirka 8 cm långa med klart orangeröd blompip och rödare kronblad.
- 'Rubra Grandiflora' - har blad med, vid basen, röda nerver. Blommorna blir 8,5 cm långa med blekt orange pip.

## Synonymer
- Ellobium fulgens (DC.) Lilja
- Fuchsia fulgens var. pumila Carrière
- Fuchsia racemosa Sessé & Moc.
- Spachia fulgens (DC.) Lilja